# منطقة شيتورغاره
شيتورغاره رمزها «CT» (بالإنجليزية: Chittorgarh)‏، هو تقسيم إداري لدولة الهند تتبع ولاية راجاستان (بالإنجليزية: Rajasthan)‏، مركزها هو مدينة شيتورغاره (بالإنجليزية: Chittorgarh)‏ عدد سكانها حسب تعداد سنة 2001 هو 1,802,656، مساحتها 10,856 كم² وكثافة السكان 166 لكل كم².